# Orțișoara
Orșova là một xã thuộc hạt Timiș, România. Dân số thời điểm năm 2002 là 4085 người.